# فيروسات تاجية
الفيروسات التاجية (باللاتينية: Coronaviridae) هي فيروسات اٍيجابية ذات حمض نووي ريبوزي أحادي السلسلة (27-31 كيلو قاعدة)، 120 - 160 نانومتر بشكل يشبه الإكليل أو التاج. الغلاف مكون من بروتينات سكرية بنيوية (خاصة بالفيروس) S و M.
تضم عائلة الفيروسات الإكليلية أجناس هي:
- جنس فيروس تاجي؛ الأنواع: فيروس التهاب القصبات المعدي.
- جنس فيروس الثور؛ الأنواع: فيروس الثور الخيلي.